# Josh Pieters
Joshua Pieters (Knysna, 17 settembre 1993) è uno youtuber e comico sudafricano celebre per i suoi scherzi fatti a celebrità.

## Biografia
Josh Pieters è nato a Knysna, in Sudafrica, nel 1993. Originariamente aspirava a diventare un giocatore di cricket professionista. Tuttavia, a causa di una febbre ghiandolare, fu costretto a rinunciare alla carriera sportiva e iniziò a caricare video su YouTube. Durante la seconda metà degli anni 2010, si trasferì a Londra, dove tutt'ora vive.
L'agosto 2019, Pieters fece credere a 40 influencer (compresa Louise Thompson) che avrebbero ricevuto dei campioni lunari dal National Space Centre (NSC). In seguito alle critiche ricevute, Pieters si scusò con il NSC. Sempre nel 2019, Pieters iniziò a collaborare con il mago e comico Archie Manners. Il mese di settembre, Pieters e Manners inaugurarono "The Italian Stallion", un finto ristorante che distribuiva tramite Deliveroo dei piatti precotti spacciati per specialità italiane. Il novembre dello stesso anno, il duo tentò di convincere numerosi youtuber, influencer e membri del personale che un sosia di Ed Sheeran, presente allo Staples Center in occasione dello scontro KSI vs. Logan Paul II, fosse il vero cantante.
Il 27 gennaio 2020, Pieters convinse la controversa commentatrice politica inglese di estrema destra Katie Hopkins a ritirare un premio fasullo, intitolato "Campaign to Unify the Nation Trophy" e Praga. Giunta sul posto, Hopkins ritirò il premio e tenne un discorso. In tale circostanza vennero messe in risalto, sullo schermo dietro di lei, le iniziali del premio, che formavano la parola volgare cunt (lett. "fica").
Agli inizi del 2020, Pieters contava oltre un milione di iscritti al suo canale di YouTube e, stando a quanto riporta un articolo di The Sowetan, aveva accumulato 500 milioni di rand sudafricani.
Il maggio 2020 Pieters e Manners fecero uno scherzo a Carole Baskin, l'amministratore delegato della Big Cat Rescue, convincendola che sarebbe stata intervistata al The Tonight Show Starring Jimmy Fallon. L'ottobre dello stesso anno, i due, fingendo di essere attivisti, conferirono un falso Premio Nobel per la pace a Gemma Collins.
Il seguente bersaglio degli scherzi di Pieters fu il no vax e cospirazionista Piers Corbyn. Il 31 luglio 2021, lo youtuber, questa volta spacciatosi per un rappresentante di AstraZeneca, diede a Corbyn una falsa tangente (composta da soldi del gioco da tavolo Monopoly) a patto che questi non avesse più criticato tale vaccino.
Il luglio 2023 Pieters e Manners interruppero un evento tenuto dal gruppo ambientalista Just Stop Oil. Il dicembre dello stesso anno, invitarono la parlamentare conservatrice Suella Braverman a ritirare il premio comico "Dick of the Year Award" durante la trasmissione  The Last Leg, andata in onda su Channel 4.